# 기타타마군

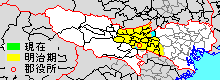
도쿄도 가타타마군의 범위 (하늘색:후에 다른 군에서 편입된 구역 연노랑:후에 다른 군에 편입된 구역)

기타타마군(일본어: 北多摩郡)은 도쿄도(가나가와현, 도쿄부)에 설치되었던 옛 군이다.

## 군역
1878년 출범 당시의 군역은 다치카와시·무사시노시·미타카시·아키시마시·조후시·고가네이시·고다이라시·히가시무라야마시·고쿠분지시·구니타치시·고마에시·히가시야마토시·기요세시·히가시쿠루메시·무사시무라야마시 및 후추시의 대부분, 니시토쿄시의 일부, 이나기시의 일부, 세타가야구의 일부에 해당한다.

### 인접한 군
출범 당시에 인접했던 군은 다음과 같다.
- 가나가와현: 니시타마군, 미나미타마군, 다치바나군
- 도쿄부: 에바라군, 히가시타마군
- 사이타마현: 니쿠라군, 이루마군

## 역사

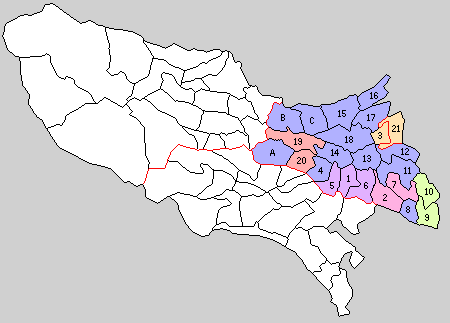
1.府中駅 2.調布町 3.田無町 4.谷保村 5.西府村 6.多磨村 7.神代村 8.狛江村 9.砧村 10.千歳村 11.三鷹村 12.武蔵野村 13.小金井村 14.国分寺村 15.東村山村 16.清瀬村 17.久留米村 18.小平村 19.砂川村 20.立川村 21.保谷村（旧埼玉県北足立郡） A.나카가미촌 외 8촌 조합 B.나카토촌 외 3촌 조합 C.다카기촌 외 5촌 조합 (파랑:합병 없음 보라:후추시 빨강:조후시 등색:다치카와시 황색:니시토쿄시 녹색:세타가야구)

- 1878년, 군구정촌 편제법 시행으로 가나가와현 다마군 중 1정 131촌으로 기타타마군 발족.
- 1889년 3월 31일 - 정촌제 시행으로 정촌이 통합. (3정 36촌)
  - 후추역(府中駅): 현 후추시
  - 조후정(調布町 ): 현 후추시
  - 다나시정(田無町): 현 니시토쿄시
  - 야보촌(谷保村): 현 구니타시시
  - 니시후촌(西府村): 현 후추시
  - 다마촌(多磨村 ): 현 후추시
  - 진다이촌(神代村): 현 후추시
  - 고마에촌(狛江村): 현 고마에시
  - 기누타촌(砧村): 현 세타가야구
  - 지토세촌(千歳村): 현 세타가야구
  - 마타키촌(三鷹村): 현 마타키시
  - 무사시노촌(武蔵野村): 현 무사시노시
  - 고가네이촌(小金井村): 현 고가네이시
  - 고쿠분지촌(国分寺村): 현 고쿠분지시
  - 히가시무라야마촌(東村山村): 현 히가시무라야마시
  - 기요세촌(清瀬村): 현 기요세시
  - 구루메촌(久留米村): 현 히가시쿠루메시
  - 고다이라촌(현 고다이라시)
  - 스나가와촌(砂川村): 현 다치카와시
  - 다치카와촌(立川村): 현 다치카와시
  - 나카가미촌 외 8촌 조합 - 오가미촌(大神村), 나카가미촌(中神村), 쓰이지촌(築地村), 미야자와촌(宮沢村), 후쿠지마촌(福島村), 조카와라촌(上川原村), 다나카촌(田中村), 고지촌(郷地村), 하이지마촌(拝島村): 현 아키시마시
  - 나카토촌 외 3촌 조합 - 요코타촌(横田村), 나카토촌(中藤村), 미쓰기촌(三ツ木村), 기시촌(岸村): 현 무사시무라야마시
  - 다카기촌 외 5촌 조합 - 시미즈촌(清水村), 사야마촌(狭山村), 다카기촌(高木村), 나라하시촌(奈良橋村), 조시키촌(蔵敷村), 이모쿠보촌(芋窪村): 현 히가시무라야마시
- 1893년
  - 4월 1일 - 도쿄부 관할이 되다.
  - 6월 19일 - 후추역이 후추정(府中町)으로 개칭. (3정 36촌)
- 1907년 4월 1일 - 가나가와현 기타아다치군 호야촌(保谷村, 현 니시토쿄시)가 기타타마군에 편입 (3정 37촌)
- 1908년 4월 1일 - 나카토촌과 요코타촌이 합병, 새로이 나카토촌(中藤村)이 발족. (3정 36촌)
- 1917년 4월 1일 - 나카토촌· 미쓰기촌·기시촌이 합병하여 무라야마촌(村山村)이 발족. (3정 34촌)
- 1919년 11월 1일 - 시미즈촌·사야마촌·다카기촌·나라하시촌·조시키촌·이모쿠보촌이 합병하여 야마토촌(大和村)이 발조기 (3정 29촌)
- 1923년 12월 1일 - 다치카와촌이 정제 시행으로 다치카와정(立川町)이 됨. (4정 28촌)
- 1928년
  - 1월 1일 - 오가미촌·나카가미촌·쓰이지촌·미야자와촌·후쿠지마촌·조카와라촌·다나카촌·고지촌이 합병하여 쇼와촌(昭和村)이 발족. (4정 21촌)
  - 11월 10일 - 무사시노촌이 정제 시행으로 무사시노정(武蔵野町)이 됨. (5정 20촌)
- 1936년 10월 1일 - 기누타촌·지토세촌이 도쿄시에 편입, 세타가야구의 일부가 됨. (5정 18촌)
- 1937년 2월 11일 - 고가네이촌이 정제 시행으로 고가네이정(小金井町)이 됨. (6정 18촌)
- 1940년
  - 2월 1일 (8정 15촌)
    - 고쿠분지촌이 정제 시행으로 고쿠분지정(国分寺町)이 됨.
    - 미타카촌이 정제 시행으로 미타카정(三鷹町)이 됨.

  - 11월 10일 - 호야촌이 정제 시행으로 호야정이 됨. (9정 14촌)
  - 12월 1일 - 다치카와정이 시제 시행으로 다치카와시(立川市)가 되어 군에서 이탈. (8정 14촌)
- 1941년 1월 1일 - 쇼와촌이 정제 시행으로 쇼와정(昭和町)이 됨. (9정 13촌)
- 1942년 4월 1일 - 히가시무라야마촌이 정제 시행으로히가시무라야마정(東村山町)이 됨. (10정 12촌)
- 1943년 7월 1일 - 도쿄도제 시행으로 도쿄도 관할이 됨.
- 1944년 2월 11일 - 고다이라촌이 정제 시행으로 고다이라정(小平町)이 됨. (11정 11촌)
- 1947년 11월 3일 - 무사시노정이 시제 시행으로 무사시노시(武蔵野市)가 되어 군에서 이탈.(10정 11촌)
- 1949년 9월 1일 - 다마촌의 일부가 미나미타마군 이가니촌(현 이나기시)에 편입.
- 1950년 11월 3일 - 미타카정이 시제 시행으로 미타카시(三鷹市)가 되어 군에서 이탈. (9정 11촌)
- 1951년 4월 1일 - 야보촌이 정제 시행과 개칭으로 구니타니정(国立町)이 됨. (10정 10촌)
- 1952년
  - 11월 3일 - 진다이촌이 정제 시행으로 진다이정(神代町)이 됨. (11정 9촌)
  - 11월 10일 - 고마에촌이 정제 시행으로 고마에정(狛江町)이 됨. (12정 8촌)
- 1954년
  - 4월 1일 - 후추정·다마촌· 니시후촌이 합병하여 후추시(府中市)가 발족, 군에서 이탈. (11정 6촌)
  - 4월 5일 - 기요세촌이 정제 시행으로 기요세정(清瀬町)이 됨. (12정 5촌)
  - 5월 1일 - 쇼와정· 하이지마촌이 합병하여 아키시마시가 발족, 군에서 이탈. (11정 4촌)
  - 5월 3일 - 야마토촌이 정제 시행으로 야마토정(大和町)이 됨. (12정 3촌)
  - 6월 30일 - 스나가와촌이 정제 시행으로 스나가와정(砂川町)이 됨. (13정 2촌)
  - 11월 3일 - 무라야마촌이 정제 시행으로 무라야마정(村山町)이 됨. (14정 1촌)
- 1955년 4월 1일 - 조후정·진다이정이 합병하여 조후시(調布市)가 발족, 군에서 이탈. (12정 1촌)
- 1956년 8월 1일 - 구루메촌이 정제 시행으로 구루메정(久留米町)이 됨. (13정)
- 1958년 10월 1일 - 고가네이정이 시제 시행으로 고가네이시(小金井市)가 되어, 군에서 이탈. (12정)
- 1962년 10월 1일 - 고다이라정이 시제 시행으로 고다이라시(小平市)가 되어, 군에서 이탈. (11정)
- 1963년 5월 1일 - 스나가와정이 다치카와시에 편입. (10정)
- 1964년
  - 4월 1일 - 히가시무라야마정이 시제 시행으로 히가시무라야마시(東村山市)이 되어, 군에서 이탈. (9정)
  - 11월 3일 - 고쿠분지정이 시제 시행으로 고쿠분지시(国分寺市)가 되어, 군에서 이탈. (8정)
- 1967년 1월 1일 (5정)
  - 구나타니정이 시제 시행으로 구니타치시(国立市)가 되어, 군에서 이탈.
  - 다나시정이 시제 시행으로 다나시시(田無市)가 되어, 군에서 이탈.
  - 호야정이 시제 시행으로 호야시(保谷市)가 되어, 군에서 이탈.
- 1970년
  - 10월 1일 (1정)
    - 고마에정이 시제 시행으로 고마에시(狛江市)가 되어 군에서 이탈.
    - 야마토정이 시제 시행과 개칭으로 히가시야마토시(東大和市)가 되어 군에서 이탈.
    - 기요세정이 시제 시행으로 기요세시(清瀬市)가 되어 군에서 이탈.
    - 구루메정이 시제 시행과 개칭으로 히가시쿠루메시(東久留米市)가 되어 군에서 이탈.

  - 11월 3일 - 무라야마촌이 시제 시행과 개칭으로 무사시무라야마시(武蔵村山市)가 됨. 당일 기타타마군 소멸. 1943년 도쿄도 발족 이래 처음으로 군이 소멸되었다.